# Schriftschablone

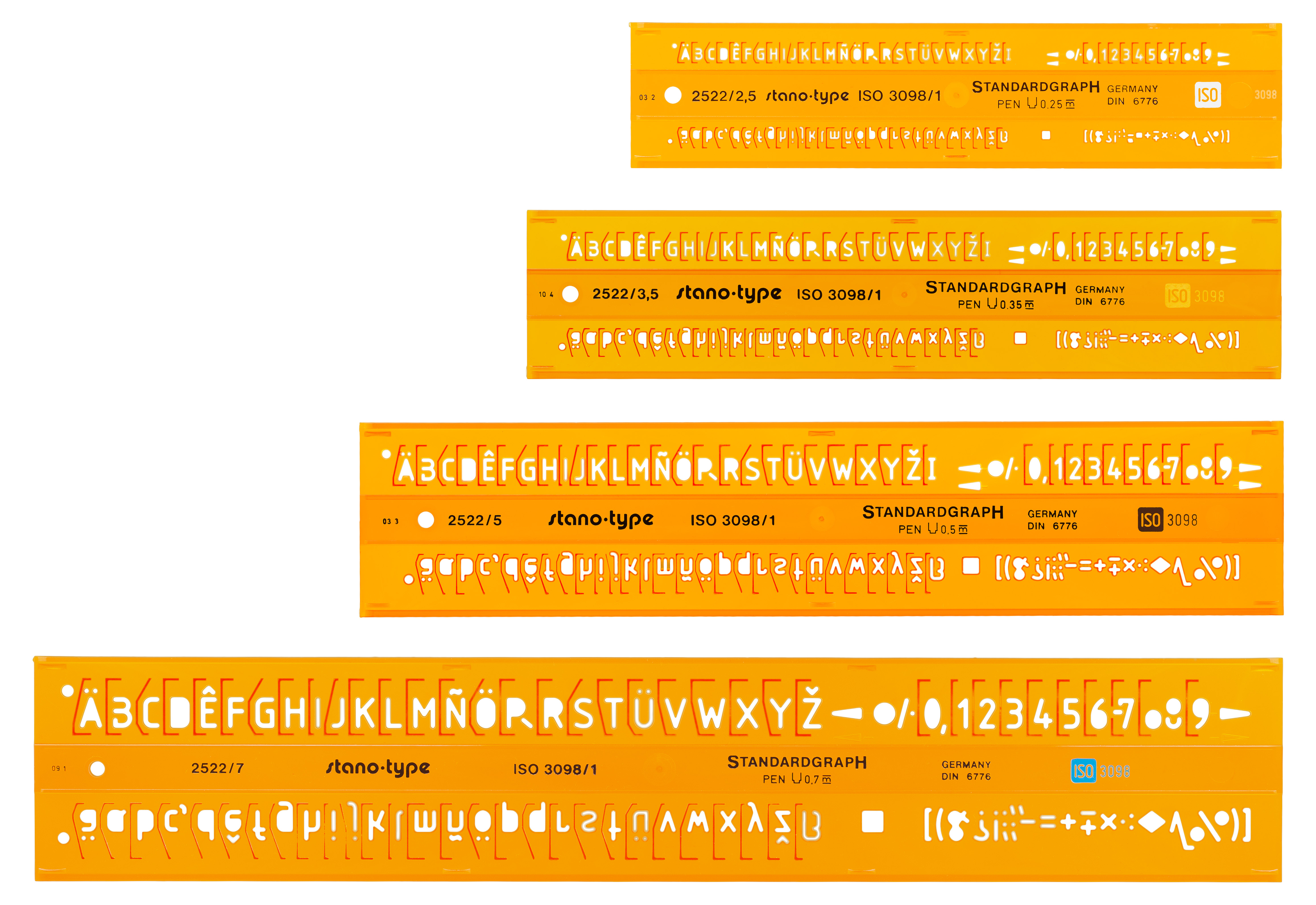
Schriftschablonen für unterschiedliche Schriftgrößen

Schriftschablonen werden zur Bemaßung und Beschriftung in technischen Zeichnungen benutzt.
Durch die vorgegebenen Zeichen, welche der Normschrift entsprechen, wird ein sauberes Schriftbild erzielt. 
Hergestellt werden sie aus durchsichtigem Kunststoff, in dem Buchstabe, Zahlen und Sonderzeichen eingestanzt sind. Zur besseren Erkennung werden sie leicht eingefärbt, meist orange oder grün. 
Damit die Zeichen beim Zeichnen mit der Tusche nicht durch den Kapillareffekt verlaufen, dürfen die Schablonen nicht direkt (plan) auf dem Papier aufliegen. Hierfür besitzen sie entweder auf der Rückseite kleine Noppen, oder oben und unten eine Aluschiene oder der Querschnitt wurde so gewählt, dass die Buchstaben- und Zahlenreihen das Papier nicht berühren.